# Cyphastrea ocellina
Cyphastrea ocellina är en korallart som först beskrevs av James Dwight Dana 1846.  Cyphastrea ocellina ingår i släktet Cyphastrea och familjen Faviidae. IUCN kategoriserar arten globalt som sårbar. Inga underarter finns listade i Catalogue of Life.